# Domek z kart (film 1954)
Domek z kart – polski film fabularny z 1954 roku w reżyserii Erwina Axera. Jest to adaptacja filmowa dramatu Emila Zegadłowicza i Marii Koszyc-Szołajskiej, oparta na spektaklu wystawianym przez Teatr Współczesny w Warszawie od 30 kwietnia 1953 roku, w tej samej reżyserii i z tą samą obsadą aktorską. 
Niedokończony dramat Zegadłowicza z 1940 roku, napisany przy współpracy z Marią Koszyc-Szołajską, został znaleziony w spuściźnie pośmiertnej autora i dokończony na potrzeby teatru przez Adama Ważyka.

## Fabuła
Akcja rozgrywa się w 1939 roku. Latem tego roku dziennikarz Bruno Sztorc drukuje w „Gazecie Codziennej” demaskatorski artykuł o rządzących Polską zatytułowany „Domek z kart”. Gazeta zostaje skonfiskowana przez sanacyjną cenzurę, a na redakcję napada nacjonalistyczna bojówka.   
31 sierpnia Sztorc ukrywa się w miejscowości Podborze, w pensjonacie „Polonia”, gdzie poznaje lokalne elity wierzące w zapewnienia rządu o gotowości do wojny. Po konflikcie ze starostą, zostaje aresztowany i wysłany do Berezy.  
Po wybuchu wojny, 17 września, na posterunku policji w pobliżu granicy rumuńskiej, Sztorc ma możliwość skonfrontować się z uciekającym za granicę premierem Składkowskim. Jest świadkiem wkroczenia wojsk radzieckich, które wita jak wyzwolicieli. 

## Obsada
- Hanka Bielicka − prezeska
- Danuta Szaflarska − Kitty
- Szczepan Baczyński − redaktor „Gazety Codziennej”
- Tadeusz Białoszczyński − Bruno Sztorc
- Henryk Borowski − redaktor naczelny „Gazety Codziennej”
- Jerzy Dargiel − adiutant premiera Sławoj-Składkowskiego
- Jerzy Duszyński − mężczyzna bijący redaktorów „Gazety Codziennej"”
- Janusz Jaroń − oficer policji
- Stanisław Jaśkiewicz − premier Felicjan Sławoj-Składkowski
- Józef Kostecki − kelner Paschant, agent niemiecki
- Edward Kowalczyk − Kajdas, posterunkowy w Rozstajach
- Stanisław Kwaskowski − adwokat, współpracownik „Gazety Codziennej”
- Karol Leszczyński − wczasowicz w Podborzu
- Andrzej Łapicki − starosta
- Michał Melina − wczasowicz w Podborzu
- Bogdan Niewinowski − redaktor „Gazety Codziennej”
- Lech Ordon − Kobza, posterunkowy w Rozstajach
- Jerzy Pietraszkiewicz − żołnierz radziecki
- Józef Wasilewski − komisarz Gabryś, komendant posterunku w Rozstajach
- Marian Wojtczak
- Przemysław Zieliński − wczasowicz w Podborzu
- Janusz Kłosiński − żołnierz radziecki
- Bronisław Pawlik − żołnierz radziecki